# Saison 1 de Superstore
Chronologie
Saison 2
Cet article présente le guide des épisodes de la première saison de la série télévisée américaine Superstore.

## Généralités
- Aux États-Unis, la saison a été diffusée du 30 novembre 2015 au 22 février 2016 sur le réseau NBC.
- Au Canada, la saison a été diffusée les vendredis du 8 janvier 2016 au 26 février 2016 sur le réseau Global.
- Un épisode spécial a été diffusé le 19 août 2016 après les Jeux olympiques d'été de 2016[1].
- En France, la saison a été diffusée pendant 3 samedis, du 14 au 28 avril 2018 sur Comédie+ pour cinq épisodes. Et sur NRJ12, les 4 samedis, du 28 septembre au 19 octobre 2019 pour trois épisodes. Néanmoins, l'épisode Les Jeux olympiques, épisode 10 de cette saison, sera diffusée le 7 décembre 2019 sur NRJ12.

## Distribution

### Acteurs principaux
- America Ferrera (VF : Melissa Windal) : Amy Dubanowski
- Ben Feldman (VF : Pierre Lebec) : Jonah Simms
- Lauren Ash (VF : Célia Torrens) : Dina Fox, assistante manager du magasin
- Colton Dunn (VF : Sébastien Hébrant) : Garrett McNeill
- Nichole Bloom (VF : Sophie Pyronnet) : Cheyenne Tyler Lee
- Nico Santos (VF : Alessandro Bevilacqua) : Mateo Fernando Aquino Liwanag
- Mark McKinney (VF : Michel Hinderyckx) : Glenn Sturgis

### Acteurs récurrents
- Jon Miyahara : Brett Kobashigawa
- Kaliko Kauahi : Sandra Kaluiokalani (7 épisodes)
- Danny Gura : Elias (7 épisodes)
- Linda Porter (en) : Myrtle Vartanian, l'employée âgée (5 épisodes)
- Johnny Pemberton (VF : Gauthier de Fauconval) : Bo Derek Thompson (4 épisodes)
- Sean Whalen : Sal Kazlauskas (4 épisodes)

### Invités
- Josh Lawson : Tate Staskiewicz (épisodes 3, 10 et 11)
- Matt Oberg (en) : Larry (épisode 3)
- Irene White : Carol (épisode 4)
- Isabella Day : Emma Dubanowski (épisode 5)
- Ryan Gaul (en) : Adam Dubanowski (épisode 7)
- Jon Barinholtz : Marcus White (épisode 10)

## Épisodes

### Épisode 1:Premier jour
- États-Unis : 30 novembre 2015 sur NBC[2]
- Canada : 8 janvier 2016 sur Global[3]
- France : 14 avril 2018 sur Comédie+, 28 septembre 2019 sur NRJ12

- États-Unis : 7,21 millions de téléspectateurs[4] (première diffusion)

### Épisode 2:Star d'un jour
- États-Unis : 30 novembre 2015 sur NBC
- Canada : non-diffusé sur Global
- France : 14 avril 2018 sur Comédie+, 28 septembre 2019 sur NRJ12

- États-Unis : 5,35 millions de téléspectateurs[4] (première diffusion)

### Épisode 3:Vaccins et salsa
- États-Unis : 28 décembre 2015 sur NBC[5]
- Canada : non-diffusé sur Global
- France : 14 avril 2018 sur Comédie+, 28 septembre 2019 sur NRJ12

- États-Unis : 2,62 millions de téléspectateurs[6] (première diffusion)

### Épisode 4:Le Mannequin
- États-Unis : 4 janvier 2016 sur NBC
- Canada : non-diffusé sur Global
- France : 14 avril 2018 sur Comédie+, 5 octobre 2019 sur NRJ12

- États-Unis : 6,04 millions de téléspectateurs[7] (première diffusion)

### Épisode 5:La Voleuse
- États-Unis : 11 janvier 2016 sur NBC
- Canada : 15 janvier 2016 sur Global
- France : 14 avril 2018 sur Comédie+, 5 octobre 2019 sur NRJ12

- États-Unis : 5,38 millions de téléspectateurs[8] (première diffusion)

### Épisode 6:Le Client mystère
- États-Unis : 18 janvier 2016 sur NBC
- Canada : 22 janvier 2016 sur Global
- France : 21 avril 2018 sur Comédie+, 5 octobre 2019 sur NRJ12

- États-Unis : 5,66 millions de téléspectateurs[9] (première diffusion)

### Épisode 7:La Guerre des couleurs
- États-Unis : 25 janvier 2016 sur NBC
- Canada : 29 janvier 2016 sur Global
- France : 21 avril 2018 sur Comédie+, 12 octobre 2019 sur NRJ12

- États-Unis : 4,93 millions de téléspectateurs [10] (première diffusion)

### Épisode 8:Bo et riche
- États-Unis : 1er février 2016 sur NBC
- Canada : 5 février 2016 sur Global
- France : 21 avril 2018 sur Comédie+, 12 octobre 2019 sur NRJ12

- États-Unis : 4,89 millions de téléspectateurs[11] (première diffusion)

### Épisode 9:La Fièvre du vendredi soir
- États-Unis : 8 février 2016 sur NBC
- Canada : 12 février 2016 sur Global
- France : 21 avril 2018 sur Comédie+, 12 octobre 2019 sur NRJ12

- États-Unis : 5,19 millions de téléspectateurs[12] (première diffusion)

### Épisode 10:Les Jeux olympiques
- États-Unis /  Canada : 19 août 2016 sur NBC[13] / en ligne sur Globaltv.com
- Canada (télé) : 13 septembre 2016 sur Global
- France : 28 avril 2018 sur Comédie+, 7 décembre 2019 sur NRJ12

- États-Unis : 9,67 millions de téléspectateurs[14] (première diffusion)

### Épisode 11:Déclassement
- États-Unis : 15 février 2016 sur NBC
- Canada : 19 février 2016 sur Global
- France : 28 avril 2018 sur Comédie+, 19 octobre 2019 sur NRJ12

- États-Unis : 3,89 millions de téléspectateurs[15] (première diffusion)

### Épisode 12:Le Travail
- États-Unis : 22 février 2016 sur NBC[16]
- Canada : 26 février 2016 sur Global
- France : 28 avril 2018 sur Comédie+, 19 octobre 2019 sur NRJ12

- États-Unis : 4,68 millions de téléspectateurs[17] (première diffusion)

## Audiences aux États-Unis
| no d'épisode | Titre original     | Titre français             | Chaîne | Date de diffusion originale | Audience (en millions de téléspectateurs) | Pdm sur les 18-49 ans |
| ------------ | ------------------ | -------------------------- | ------ | --------------------------- | ----------------------------------------- | --------------------- |
| 1            | Pilot              | Premier jour               | NBC    | 30 novembre 2015            | 7.21                                      | 2.0                   |
| 2            | Magazine Profile   | Star d'un jour             | NBC    | 30 novembre 2015            | 5.35                                      | 1.6                   |
| 3            | Shots and Salsa    | Vaccins et salsa           | NBC    | 28 décembre 2015            | 2.62                                      | 0.8                   |
| 4            | Mannequin          | Le mannequin               | NBC    | 4 janvier 2016              | 6.04                                      | 1.8                   |
| 5            | The Shoplifter     | La voleuse                 | NBC    | 11 janvier 2016             | 5.38                                      | 1.5                   |
| 6            | The Secret Shopper | Le client mystère          | NBC    | 18 janvier 2016             | 5.66                                      | 1.7                   |
| 7            | Color Wars         | La guerre des couleurs     | NBC    | 25 janvier 2016             | 4.93                                      | 1.5                   |
| 8            | Wedding Day Sale   | Bo et riche                | NBC    | 1er février 2016            | 4.89                                      | 1.4                   |
| 9            | All-Nighter        | La fièvre du vendredi soir | NBC    | 8 février 2016              | 5.19                                      | 1.4                   |
| 10           | Demotion           | Déclassement               | NBC    | 15 février 2016             | 3.89                                      | 1.2                   |
| 11           | Labor              | Le travail                 | NBC    | 22 février 2016             | 4.68                                      | 1.4                   |